# 場の古典論
場の古典論（ばのこてんろん）、もしくは古典場の理論 (classical field theory) は、（物理的な）場がどのように物質と相互作用するかについて研究する理論物理学の領域である。古典的という単語は、量子力学と協調する場の量子論（単に、場の理論とも言われる）と対比して使われる。
物理的な場は各々の空間と時間の点に物理量を対応させたとして考えることができる。例えば、天気図を考えると、ある国の一日を通じての風速は、空間の各々の点にベクトルを対応させることにより記述できる。各々のベクトルは、その点での大気の運動の方向を表現する。日が進むにつれて、ベクトルの指す方向はこの方向に応じて変化する。数学的な観点からは、古典場はファイバーバンドル（共変古典場理論(covariant classical field theory)）の切断として記述される。古典場理論という用語は、電磁気と重力という自然界の基本的力のうちの 2つを記述する物理理論に共通に使われる。
物理的な場の記述は、相対論の発見の前に行われており、相対論に照らして修正された。従って、古典場の理論は通常、非相対論的と相対論的なカテゴリ分けがなされる。

## 非相対論的場の理論
単純な物理的な場として、いくつかのベクトル力の場がある。歴史的には、初期に重要視された場は、電場を記述するマイケル・ファラデー(Michael Faraday)により電気力線が記述されたことであった。その後、重力場も同様な記述がなされた。

### ニュートン重力
重力を記述する古典場の理論は、ニュートン重力であり、2つの質量の間の互いの相互作用としての重力を記述する。
任意の質量を持つ剛体 M は、他の質量を持つ剛体への影響を記述する重力場 g も持っている。空間内の r にある点での M の重力は、r に置かれた小さなテスト質量(test mass)へ及ぼす力 F を m で割ることで決まる
{\displaystyle \mathbf {g} (\mathbf {r} )={\frac {\mathbf {F} (\mathbf {r} )}{m}}}
である。m は M よりはるかに小さいとすると、m の存在は M の振る舞いへの影響を無視できることが保証される。
ニュートンの万有引力の法則に従うと、F(r) は、
{\displaystyle \mathbf {F} (\mathbf {r} )=-{\frac {GMm}{r^{2}}}{\hat {\mathbf {r} }},}
により与えられる。ここに {\displaystyle {\hat {\mathbf {r} }}} は M から m への線に沿って m から M を指す方向の単位ベクトルとする。従って、M の重力場は、
{\displaystyle \mathbf {g} (\mathbf {r} )={\frac {\mathbf {F} (\mathbf {r} )}{m}}=-{\frac {GM}{r^{2}}}{\hat {\mathbf {r} }}}
となる。
慣性質量と重力質量は前例のないレベルの正確さで等価であるという実験的観察は、重力場の強さと粒子に及ごす加速度による影響を同一視することへと導く。このことが等価原理の出発点であり、一般相対論が導かれる。
重力の力 F は保存量(conservative) であるので、重力場 g は、
{\displaystyle \mathbf {g} (\mathbf {r} )=-\nabla \Phi (\mathbf {r} )}
として、重力ポテンシャル Φ(r) の勾配の項により書き表わすことができる。

### 電磁気学

#### 静電場
電荷 q で帯電したテスト粒子(charged test particle)は、電荷だけでちから F を持つ。このことを電場 E と書くことができ、F = qE となる。このクーロンの法則を使い、単独の帯電した粒子による電場を
{\displaystyle \mathbf {E} ={\frac {1}{4\pi \epsilon _{0}}}{\frac {q}{r^{2}}}{\hat {\mathbf {r} }}.}
と表すことができる。電場は保存量の場(conservative field)であるので、スカラーポテンシャル V(r) により、
{\displaystyle \mathbf {E} (\mathbf {r} )=-\nabla V(\mathbf {r} )}
と書くことができる。

#### 静磁場
経路 ℓ に沿って流れる固定したカレント I は、上記の電場の力とは異なる量の力を近くの帯電した粒子に及ぼす。速度 v で運動する電荷 q を持つ近くの帯電粒子に I の及ぼす力は、
{\displaystyle \mathbf {F} (\mathbf {r} )=q\mathbf {v} \times \mathbf {B} (\mathbf {r} ),}
である。ここに B(r) は磁場であり、ビオ・サバールの法則
{\displaystyle \mathbf {B} (\mathbf {r} )={\frac {\mu _{0}I}{4\pi }}\int {\frac {d{\boldsymbol {\ell }}\times d{\hat {\mathbf {r} }}}{r^{2}}}.}
により I より決定される。磁場は一般には保存量の場ではないので、スカラーポテンシャルで書き表すことが普通はできない。しかしながら、磁場のベクトルポテンシャル(magnetic vector potential) A(r)を使い、
{\displaystyle \mathbf {B} (\mathbf {r} )={\boldsymbol {\nabla }}\times \mathbf {A} (\mathbf {r} )}
と書き表すことができる。

#### 電磁気学
一般に、電荷密度 ρ(r, t) とカレント密度 J(r, t) の双方が存在すると、電場と磁場の双方が発生し、両方とも時間とともに変化する。これらを決定するのが、E と B を ρ と J とへ直接関係づける一連の微分方程式（系）であるマクスウェルの方程式である。
代わりに、スカラーポテンシャル V とベクトルポテンシャル A でこの系を記述することもできる。遅延ポテンシャルとして知られる一連の積分方程式（系）は、V と A を ρ と J から算出することができる、このことから、電場と磁場が関係式
{\displaystyle \mathbf {E} =-{\boldsymbol {\nabla }}V-{\frac {\partial \mathbf {A} }{\partial t}}}
{\displaystyle \mathbf {B} ={\boldsymbol {\nabla }}\times \mathbf {A} }
を通して決定される。

### 流体力学
流体力学は、エネルギー運動量の保存則により関連付けられる圧力、密度、流速率を持っている。質量の連続方程式とニュートンの法則は、密度と圧力と速度場を結び付けている。
{\displaystyle {\dot {\mathbf {u} }}=\mathbf {F} -{\nabla p \over \rho }}
{\displaystyle {\dot {\rho }}+\nabla \cdot (\rho \mathbf {u} )=0}
ここにベクトル場は、速度場(velocity field)である。

## 相対論的場の理論
古典場理論の現代の定式化では、相対論的場の理論が自然の基本的側面として認識されていて、一般にローレンツ共変性が要求される。場の理論は数学的にはラグラジアンを使い表現される傾向を持つ。ラグランジアンは、作用原理を考えたときに場の方程式(field equations)や理論の保存則を発生させる機能を持っている。
単位として、真空中の光の速度 {\displaystyle c} は 1 に等しいとする。

### ラグランジュ力学
場のテンソル {\displaystyle \phi } が与えられると、ラグラジアン密度と呼ばれるスカラー {\displaystyle {\mathcal {L}}(\phi ,\partial \phi ,\partial \partial \phi ,...,x)} を、場のテンソル {\displaystyle \phi } とこのテンソルの微分から構成することができる。
汎函数の作用は、このラグランジアン密度を時空上の積分することにより、
{\displaystyle {\mathcal {S}}=\int {{\mathcal {L}}\mathrm {d} ^{4}x}}
として構成することができる。従って、ラグラジアン自体は、全空間でのラグラジアン密度の積分に等しい。
従って、作用原理を適用することにより、オイラー＝ラグランジュ方程式は、
{\displaystyle {\frac {\delta {\mathcal {S}}}{\delta \phi }}={\frac {\partial {\mathcal {L}}}{\partial \phi }}-\partial _{\mu }\left({\frac {\partial {\mathcal {L}}}{\partial (\partial _{\mu }\phi )}}\right)+.~.~.+(-1)^{m}\partial _{\mu _{1}}\partial _{\mu _{2}}.~.~.\partial _{\mu _{m-1}}\partial _{\mu _{m}}\left({\frac {\partial {\mathcal {L}}}{\partial (\partial _{\mu _{1}}\partial _{\mu _{2}}...\partial _{\mu _{m-1}}\partial _{\mu _{m}}\phi )}}\right)=0.}
として得られる。

## 相対論的場
2つの最も有名なローレンツ共変な古典場理論を以下に記述する。

### 電磁気学
歴史的には、最初の（古典）場の理論は、電気的な場と磁気の場を分けて記述する場の理論であった。数々の実験の後で、これら 2つの場が関係している、実際、同じ電磁場という場の 2つの側面であることが判明した。マクスウェル(James Clerk Maxwell)の電磁場の理論は、電荷をもつ物質と電磁場の相互作用を記述する。この場の理論の最初の定式化は、電気的な場と磁気的な場を記述するためにベクトル場を使った。特殊相対論の出現により、テンソルを使ったより完全な定式化が発見された。電気な場と磁気的な場を使う 2つのベクトル場の替わりに、これら 2つの場を同時に表現するテンソル場が使われる。
既に、電磁ポテンシャル {\displaystyle A_{a}=\left(-\phi ,{\vec {A}}\right)} と電荷・電流密度（電磁 4 カレント） {\displaystyle j_{a}=\left(-\rho ,{\vec {j}}\right)} が知られているが、任意の時空の点での電磁場は、反対称 (0,2)-階の電磁テンソル場
{\displaystyle F_{ab}=\partial _{a}A_{b}-\partial _{b}A_{a}.}
により記述される。

#### ラグランジアン
この場の力学を得るためには、場からスカラーを構成してみる。真空では、{\displaystyle {\mathcal {L}}={\frac {-1}{4\mu _{0}}}F^{ab}F_{ab}} である。相互作用項を得るためにゲージ場理論を使うことができて、これから
{\displaystyle {\mathcal {L}}={\frac {-1}{4\mu _{0}}}F^{ab}F_{ab}+j^{a}A_{a}.}
を得る。

#### 方程式
オイラー・ラグランジェ方程式は、
{\displaystyle \partial _{b}\left({\frac {\partial {\mathcal {L}}}{\partial \left(\partial _{b}A_{a}\right)}}\right)={\frac {\partial {\mathcal {L}}}{\partial A_{a}}}}
であることを言っているので、この式と組み合わせることで、求めている結果を得る。
{\displaystyle \partial {\mathcal {L}}/\partial A_{a}=\mu _{0}j^{a}} となっていることは容易にわかる。左辺は、トリッキーであるが、{\displaystyle F^{ab}} の各要素に注意すると、計算の結果は {\displaystyle \partial {\mathcal {L}}/\partial (\partial _{b}A_{a})=F^{ab}} となる。と同時に、運動方程式は、
{\displaystyle \partial _{b}F^{ab}=\mu _{0}j^{a}}
となる。これはベクトルの方程式で、真空での方程式がマックスウェル方程式となる。他の 2つは、次式に示す F が A の 4-curl であるという事実から得られる。
{\displaystyle 6F_{[ab,c]}\,=F_{ab,c}+F_{ca,b}+F_{bc,a}=0.}
ここに、コンマは偏微分を表す。

### 重力
ニュートン重力が特殊相対論と整合性がないことが判明した後、アルベルト・アインシュタイン(Albert Einstein)は一般相対論と呼ばれる重力の新しい理論を定式化した。この理論は、重力を質量により時空が歪められるという幾何学的現象として扱い、重力場を数学的には計量テンソルと呼ばれるテンソル場により表現している。アインシュタインの場の方程式は、この曲率がどのように生成されるかを記述している。場の方程式はアインシュタイン・ヒルベルト作用を使い導出される。{\displaystyle R\,=R_{ab}g^{ab}} をリッチテンソル {\displaystyle \,R_{ab}} と計量テンソル {\displaystyle \,g_{ab}} の項で書き下したリッチスカラー曲率とすると、ラグラジアン
{\displaystyle {\mathcal {L}}=\,R{\sqrt {-g}}},
を変分することは、真空の場の方程式
{\displaystyle G_{ab}\,=0}
を導出することを意味する。ここに、{\displaystyle G_{ab}\,=R_{ab}-{\frac {R}{2}}g_{ab}} はアインシュタインテンソルである。